# Federico Ginato
Federico Ginato (Noventa Vicentina, 8 marzo 1974) è un politico italiano, deputato alla Camera dal 15 marzo 2013 al 22 marzo 2018 per il Partito Democratico.

## Biografia
Laureatosi in scienze politiche con una tesi sulla violazione dei diritti umani in Guatemala e ha sempre affiancato, prima agli studi e poi all’attività politica, un intenso impegno nel volontariato. Ha lavorato per molti anni con un’organizzazione non governativa impegnata nella cooperazione internazionale, per la quale ha trascorso diversi anni in Perù e in Bolivia.
Alle elezioni comunali in Veneto del 2004 si candida al consiglio comunale di Pojana Maggiore (Vicenza), per una lista civica, risultando eletto consigliere comunale e divenendo nel 2006 assessore nella giunta comunale guidata da Gabriele Cavion. Nella successiva tornata elettorale del 2009 venendo riconfermato consigliere e assessore. Dal 2006 al 2009 è stato membro della commissione politiche giovanili dell’ANCI.
A giugno 2010 viene eletto segretario provinciale del Partito Democratico (PD) di Vicenza. All'interno del PD fece parte della corrente dei Lettiani guidata da Enrico Letta.
Dal 2005 al 2010 ha collaborato con la presidenza del Consiglio regionale del Veneto, mentre dal 2010 al 2013 ha collaborato con il gruppo regionale del PD Veneto.
Nel dicembre 2012 partecipa alle elezioni primarie "Parlamentarie” del PD per selezionare i candidati al Parlamento in vista delle elezioni politiche, risultando con 6.061 preferenze il candidato più votato a Vicenza, superando la deputata uscente Daniela Sbrollini, e nel Veneto, venendo candidato alla Camera dei deputati, tra le liste del Partito Democratico nella circoscrizione Veneto 1 in sesta posizione, risultando eletto deputato. Nella XVII legislatura della Repubblica ha fatto parte della 5ª Commissione Bilancio, tesoro e programmazione, in sostituzione del sottosegretario di Stato nei governi Renzi e Gentiloni Paola De Micheli, e della 6ª Commissione Finanze.
Il 22 luglio 2017 viene nominato dal segretario del PD Matteo Renzi come Responsabile con delega alle Piccole e Medie Imprese nella segreteria nazionale del PD.